# Ohaton
Ohaton est un hameau (hamlet) du Comté de Camrose, situé dans la province canadienne d'Alberta.

## Démographie
En tant que localité désignée dans le recensement de 2011, Ohaton a une population de 120 habitants dans 46 de ses 48 logements, soit une variation de -4.0% par rapport à la population de 2006. Avec une superficie de 0,240 4 km2, le hameau possède une densité de population de 499,168 1 hab/km2 en 2011.
Concernant le recensement de 2006, Ohaton abritait 125 habitants dans 46 de ses 50 logements. Avec une superficie de 0,240 4 km2, le hameau possédait une densité de population de 520,0 hab/km2 en 2006.